# The Sinking City
The Sinking City é um jogo de ação e aventura com elementos de survival horror desenvolvido pela Frogwares utilizando a Unreal Engine 4, lançado em setembro de 2019 para Windows, PlayStation 4, Xbox One e Nintendo Switch.

## Enredo
O jogo é inspirado pelo universo das obras do escritor norte-americano de horror H. P. Lovecraft (principalmente a história A Sombra de Innsmouth) e se situa na cidade fictícia de Oakmont, Massachusetts, durante a década de 1920. A história segue o detetive particular e veterano de guerra Charles W. Reed enquanto ele chega na cidade de Oakmont e procura por pistas para desvendar o mistério ao redor da inundação da cidade. Há elementos de conflitos étnicos e religiosos entre os moradores de Oakmont, bem como cultos e organizações criminosas.

## Jogabilidade
The Sinking City possui uma jogabilidade com câmera em terceira pessoa e baseada em exploração de um mundo aberto, onde o jogador busca por pistas e interage com diversos personagens afim de desvendar mistérios sobre a cidade e seus moradores, durante o desenrolar da trama. A cidade de Oakmont é um elemento da trama tão importante quanto o protagonista Charles Reed. O jogo possui o conceito da insanidade como grande participante tanto da ambientação como de gameplay.
Além da trama principal o jogo também possui diversas missões alternativas opcionais, que contam pequenas histórias sobre a cidade e seus residentes, o que contribui para uma maior imersão do jogador na cidade de Oakmont. O jogo também foi dito como "um dos projetos mais ambiciosos da desenvolvedora" até então.

## Recepção
O jogo obteve uma recepção morna com notas medianas em sites agregadores de reviews, como Metacritic que deu nota 64 de 100 para a versão de playstation 4 e 71 de 100 para a versão de PC.
O título recebeu elogios com relação à ambientação, gráficos, trilha sonora e temática. Recebeu críticas com relação à pouca interação com o cenário, combate monótono, jogabilidade repetitiva e também com relação aos seus finais, dados como insatisfatórios.
Embora o jogo tenha recebido diversas críticas, quanto aos méritos do fato de ser uma adaptação dos Mitos de Cthulhu e principalmente se comparado com outros jogos sobre o tema, The Sinking City é definitivamente um dos melhores do gênero.